# Tmarus africanus
Tmarus africanus là một loài nhện trong họ Thomisidae.
Loài này thuộc chi Tmarus. Tmarus africanus được Roger de Lessert miêu tả năm 1919.